# ضاري فهد الأحمد الصباح
الشيخ ضاري فهد الأحمد الجابر الصباح، مواليد (1971-) الابن الخامس للشيخ فهد الأحمد الجابر الصباح.

## حياته الرياضية
تقلد ضاري الفهد العديد من المناصب الرياضية أهمها رئيس اللجنة العليا لمهرجان الموروث الشعبي لعدة سنوات، ورئيس حالي لمجلس إدارة نادي الصيد والفروسية.

## حياته العائلية
متزوج وله من الأبناء:
- الشيخ فهد الأحمد.
- الشيخ محمد.
- الشيخة لولوة.
- الشيخة أنوار.

## أنظر أيضا
- أحمد فهد الأحمد الصباح.
- طلال فهد الأحمد الصباح.
- عذبي فهد الأحمد الصباح.
- خالد فهد الأحمد الصباح.